# Faculdade de Ciências Médicas da Unicamp
A Faculdade de Ciências Médicas da Unicamp (FCM) foi fundada em 1963 com o nome de Faculdade de Medicina de Campinas e a partir dela nasceu a Universidade de Campinas. Em 1966 seu nome mudou para Faculdade de Ciências Médicas da Unicamp.
É a única Faculdade de Medicina da América Latina a compor o comitê de indicação do Prêmio Nobel de Medicina, tendo feito em duas ocasiões: 2010 e 2012.
Em seu complexo hospitalar, centralizado no Hospital de Clínicas (HC), está o maior hospital universitário do Brasil com atividade especializada em Ginecologia e Obstetrícia, o Hospital da Mulher (CAISM).

## História
A figura central na fundação e primeiro diretor da faculdade foi o Doutor Antônio Augusto de Almeida, médico oftalmologista e Professor Emérito pela FCM, de fama inatacável, peça vital na implantação da faculdade e, posteriormente, da universidade.
A história da primeira escola médica campineira começa, entretanto, nos anos de 1940 e 1950. Para Campinas, o ano de 1946 fora importante, pois tem como marco um artigo do editor-chefe do jornal 'Correio Popular de Campinas' e líder da imprensa à época, Luso Ventura, em que era apresentada a necessidade da criação de uma escola de medicina.
Em 1955, o Conselho de Entidades de Campinas tomou para si a tarefa de pressionar o governo para a criação efetiva da faculdade. 
Junto ao conselho de entidades, a Sociedade de Medicina e Cirurgia de Campinas se mobiliza fortemente e uma campanha foi posta em marcha. Em 1961, o governador de São Paulo, Carvalho Pinto, percebeu que a postulação de Campinas era forte demais para ser ignorada e assinou o decreto que criou a Universidade de Campinas (depois chamada de Universidade Estadual de Campinas), a UEC (sigla que vigorou até 1966). O professor Cantídio de Moura Campos foi nomeado como primeiro reitor.
Nascia assim, em 1963, nas dependências da Maternidade de Campinas, a Universidade de Campinas, com a Faculdade de Medicina da Universidade de Campinas (FMUC) como unidade precursora. De 1965 a 1985 a sede da FMUC fora o belíssimo prédio da Santa Casa de Misericórdia de Campinas, que remonta a 1876, para o qual os beneméritos “Irmãos Penteado” cederam o nome. O prédio, tombado como patrimônio histórico, guarda em seus corredores muita história para contar sobre a faculdade.
Neste mesmo ano, 1963, pelo vestibular realizado em abril, a Turma I, com 50 alunos, iniciou suas aulas no dia 20 de maio, aniversário oficial da faculdade.

### Da Faculdade de Medicina, uma Universidade
Em 1965, a UEC passava por uma crise. O conselho estadual de educação não aceitava a existência de uma universidade de um cursó só enquanto a lei exigia no mínimo 5. No entanto, após pressão do governador Adhemar de Barros, a então presidente do conselho estadual de educação Esther Ferraz, aprovou um parecer validando a Universidade Estadual de Campinas e sugerindo que ela estava em estado de organização e por isso podia ter um curso só por um tempo e ainda continuar Universidade. Esther sugeriu também, ao governador, a criação de uma comissão para assumir a tarefa de tirar a universidade do papel. Ela indicou, então, Zeferino, recém-saído de seu mandato de Reitor na Unb para a presidência da comissão que criaria a universidade de vez.
A comissão, liderada por Zeferino, juntamente com Antônio Augusto de Almeida (diretor da faculdade de medicina) e Paulo Gomes Romeo, trabalhou duro. Zeferino começou a bolar o conceito e a planta da Universidade. Queria que fosse instalada em um terreno plano, vasto e com terra fértil (por superstição sua). Após quase ter se decidido por um terreno no Taquaral e por outro onde hoje é a PUCC, Zeferino conheceu um terreno no distrito de Barão Geraldo, onde antigamente ficava a famosa fazenda do barão Geraldo de Rezende que ali recebia diversas vezes o imperador Pedro II e seu séquito, e bateu o martelo: será aqui! A família Almeida Prado, dona do terreno e já rica na época, doou o terreno e ficou mais rica ainda com o grande negócio imobiliário formado no entorno da universidade, onde provavelmente você começará a morar agora. Em 1966 é lançada a pedra fundamental do Campus.
A partir do fim de seu mandato na Unb, Zeferino percebe a importância da missão que lhe fora concedida. Redimido e apaixonado pela ideia de criar uma universidade ideal para o mundo moderno, começou a planejar efetivamente a instituição.
Diferentemente da tradição brasileira de crescimento cumulativo de suas universidades graças à justaposição de cursos e unidades, a Unicamp foi planejada como um projeto orgânico e coeso. A definição dos cursos a serem implantados demandou uma série de reuniões com representantes da indústria e da sociedade. As unidades surgiram, assim, em função de necessidades concretas do mercado, que na época exigia engenheiros, químicos, físicos, biólogos, matemáticos e economistas, entre outros profissionais.
Com seu poder de persuasão, Zeferino repatriou mais de 200 cientistas brasileiros no exterior, trouxe outro tanto de cientistas gringos e conseguiu também atrair os melhores profissionais e docentes de outras universidades brasileiras. Criou inclusive cursos novos como a Engenharia de Alimentos e Ciências da Computação, inéditos no país. Aos cientistas pioneiros, recém-chegados, que no início se desanimavam ao ver apenas trilhas abertas entre o canavial, com poças d'água e lodaçais, Zeferino dizia: “Instituições científicas, universitárias ou isoladas constroem-se com cérebros e não com edifícios. Escala de prioridades: a) cérebros; b) cérebros; c) cérebros; d) bibliotecas; e) equipamentos; f) edifícios. Isto é importante acentuar porque neste país acreditamos em fachadas.” Dessa forma Zeferino quebrava radicalmente com o padrão colonialesco e retrógrado de prédios pomposos e do narcisismo reinante nas faculdades da época. A Unicamp se forma como uma instituição de vanguarda, se livrando do que era velho e inútil, para focar no que realmente faria a diferença: cérebros, ideais e conhecimento.
Ainda assim, a arquitetura geral do campus foi concebida, com extrema sensibilidade, porém sem pompa, por 3 praças periféricas e uma praça central que funcionaria como uma ágora voltada para a biblioteca central e as unidades de ensino. Max Schiefer, chamado para criar um símbolo para a Unicamp não teve dificuldade para tanto. Percebeu que o próprio plano diretor da arquitetura já continha o próprio símbolo. Uma praça central, simbolizando a própria instituição, 3 praças simbolizando os 3 pilares da universidade: ensino, pesquisa e extensão, e funcionando como 3 sóis que irradiam a luz que a universidade multiplica e devolve à comunidade. Preste atenção no símbolo e você verá que nada mais é do que o mapa central da Unicamp.
Zeferino enumerou alguns pontos e diretrizes, que nos ajudam a entender algumas peculiaridades da universidade, que a tornam tão única e bem sucedida:
“Não deve ter uma população maior do que 10 mil pessoas. Se a demanda por vagas crescer, cria-se uma outra universidade. É preciso evitar o inchaço patológico que acomete a USP, que não sabe mais quantos alunos tem.”
“Os cérebros da universidade têm que trabalhar em tempo integral e ter o espírito de idealistas.” - “Não há pesquisa pura ou aplicada. Há boa ou má pesquisa.”
"A hierarquia científica deve ser estabelecida em função da criatividade e não dos títulos acadêmicos. Há doutos que não são doutores e há doutores que não são doutos." (A Unicamp, com Zeferino, foi a universidade brasileira a abolir as cátedras, posições vitalícias, e a instituir a departamentalização nos institutos. Até então, como se dizia na época, as universidades eram o último resquício do feudalismo, onde os catedráticos eram os suseranos).
Multidisciplinaridade e união dos conhecimentos. "O efeito estético obtido por um virtuose tocando isoladamente jamais alcança o obtido por um quarteto de câmera ou por uma orquestra sinfônica."
"Em instituições científicas a administração é atividade-meio a serviço dos cientistas que realizam as atividades-fim, buscando remover-lhes as dificuldades e empecilhos burocráticos."
"O gigantismo é patológico para indivíduos, para cidades e para instituições científicas porque torna o dirigente científico incapaz de controlar a qualidade da produção científica."
"O dirigente científico deve lutar agressivamente contra a mediocridade, a rotina e a inveja. Elas constituem as três forças destrutivas, invejavelmente solidárias, que se opõem tenazmente às forças construtivas do talento, da insatisfação frente ao conhecimento adquirido e do ideal, características dos verdadeiros cientistas e que os levam a remover os horizontes do conhecimento humano."
Zeferino morreu em 1981, no Hospital Sírio Libanês, hospital mais próximo da residência dos Vaz, de um aneurisma de aorta após ter passado mal em seu escritório de presidente da Funcamp na reitoria. Foi transferido do Hospital Irmãos Penteado em Campinas, onde foi atendido primeiramente pelo próprio diretor da FCM, o cardiologista e futuro reitor José Aristodemo Pinotti. No dia do enterro, com a mão direita pousada sobre a bandeira da Unicamp que cobria o caixão, o então governador Paulo Maluf decretou que fosse dado o nome do morto ao campus da universidade criada por ele.

## Infraestrutura

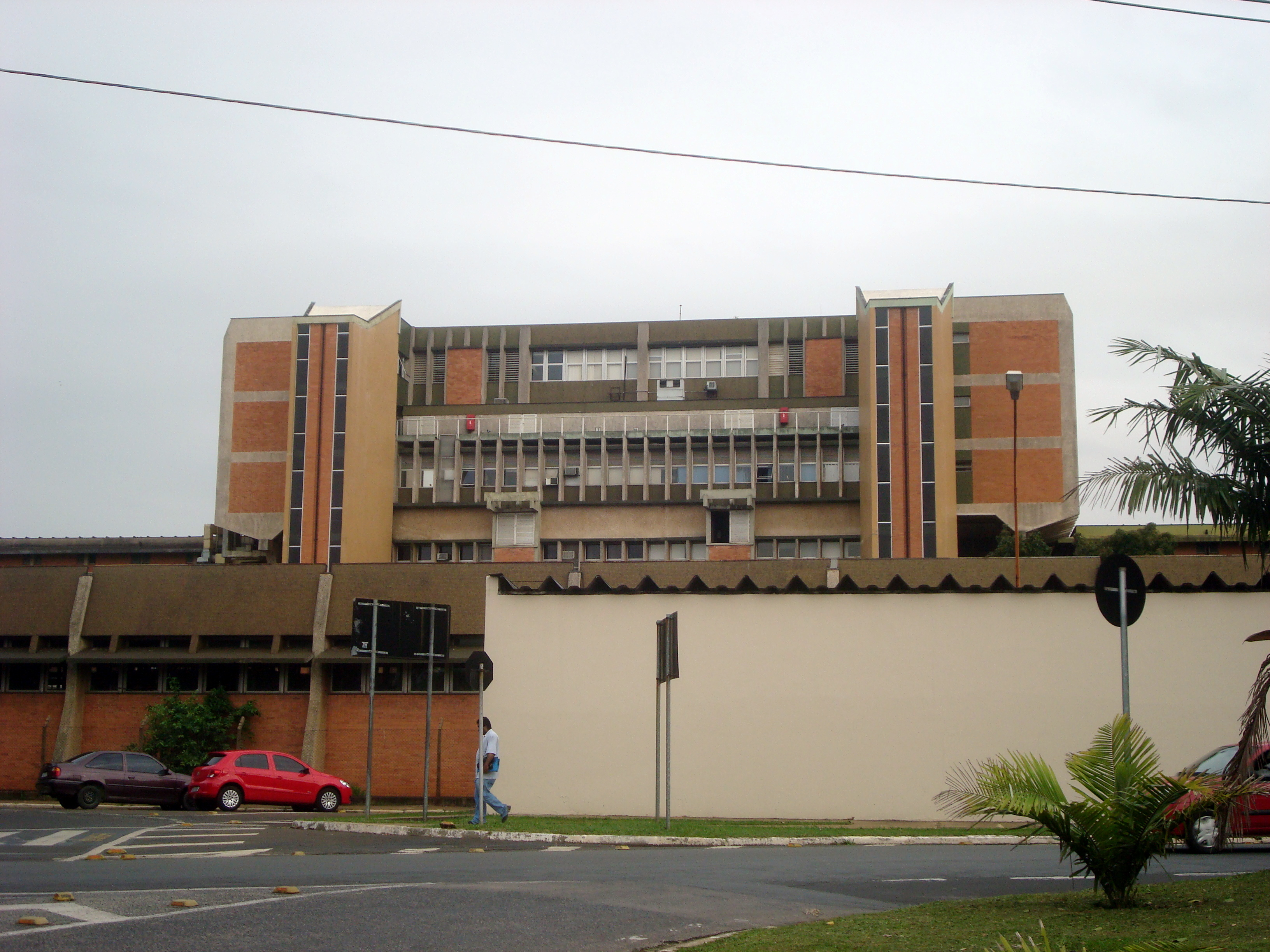
Hospital da Clínicas (HC)

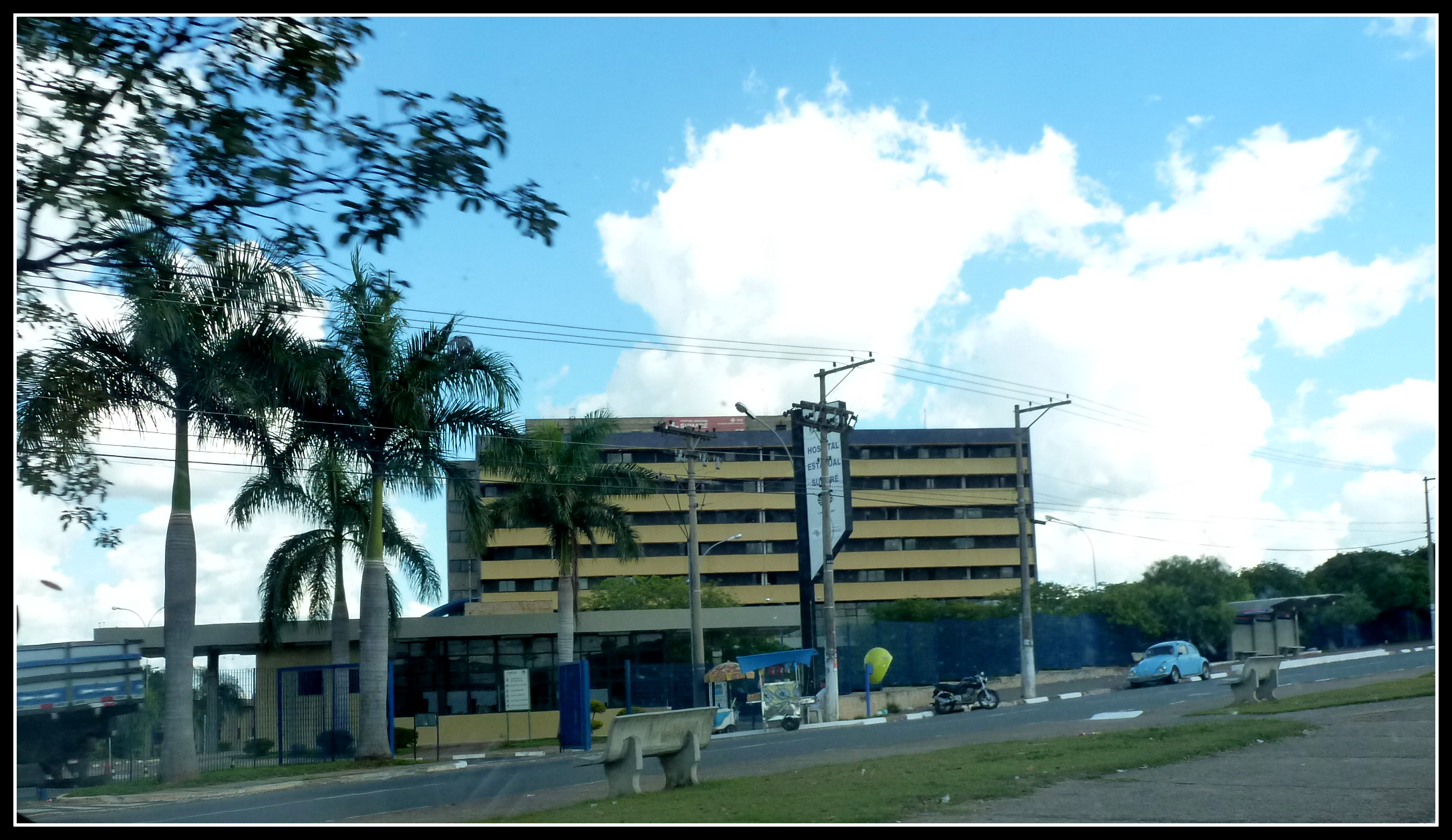
Hospital Estadual de Sumaré (HES)

Seu complexo docente-assistencial é formado pelo HC-Unicamp, mais 2 Hospitais e 9 Centros de Assistência Médica:
- Hospital da Clínicas (HC)
- Hospital Estadual de Sumaré (HES)
- Hospital Mario Gatti (HMMG)

1. Centro de Pediatria (CIPED)
2. Centro de Ginecologia (CAISM)
3. Centro de Intoxicação (CCI)
4. Centro de Gastroenterologia (GASTROCENTRO)
5. Centro de Hematologia (HEMOCENTRO)
6. Centro de Reabilitação (CEPRE)
7. Centro de Oncolgia Infantil (CIPOI)
8. Centro de Pesquisa Clínica (CPC)
9. Centro de Análises (CCAS)

## Fatos notáveis sobre a medicina da Unicamp
- Nobel: Acontecimento inédito no Brasil, em 2010 a FCM foi convidada para participar do comitê que escolhe os concorrentes ao prêmio Nobel de Medicina e Fisiologia de 2011, junto com mais  alguns poucos e seletos institutos como Cambridge, Oxford e Harvard. Como prova do impacto internacional da faculdade, o instituto Nobel a convidou novamente (sem que fosse solicitado) para indicar, no ano de 2012, os concorrentes ao Nobel de Medicina e Fisiologia.[3]

- O Centro Infantil Boldrini, fundado pela Dra. Silvia Brandalise (Chefe do Serviço de Hematologia e Oncologia Pediátrica da Unicamp), é o maior e mais completo hospital do hemisfério sul para o atendimento de crianças e adolescentes com câncer e doenças do sangue. Os pacientes do Boldrini tem de 70 a 80% de chances de cura do câncer, 20 a 30% acima do que em um hospital comum. 80% dos pacientes são encaminhados pelo SUS. O centro mantêm em tratamento atualmente 7 mil crianças e adolescentes. O Boldrini é um hospital filantrópico ligado à Unicamp e realiza 58 mil consultas, 4 mil internações, 780 cirurgias e 33 mil sessões de quimioterapia por ano.[4]

- A Sobrapar (Sociedade Brasileira de Pesquisa e Assistência para Reabilitação Craniofacial), uma instituição de natureza filantrópica e de Utilidade Pública Municipal, Estadual e Federal, ligada à Unicamp, ficou em 6° lugar entre os melhores hospitais públicos de São Paulo. Nessa mesma pesquisa, realizada entre 2007 e 2009 pelo SUS com 60 mil pacientes de São Paulo, a maternidade do CAISM foi escolhida como a melhor maternidade do Estado.[5]

- A FCM é a faculdade com maior número de patentes licenciadas do Brasil.

- Adolfo Lutz, o médico homenageado pela Atlética e pelo Centro Acadêmico, foi um médico e cientista brasileiro formado na Suiça, pai da medicina tropical e da zoologia médica. Pioneiro na área de epidemiologia e na pesquisa de doenças infecciosas, Lutz foi o primeiro cientista a estudar e confirmar os mecanismos de transmissão da febre amarela pelo Aedes aegypti.

- O curso de medicina da FCM é o mais antigo da Unicamp.[6]

- A primeira participação da Unicamp no enade foi em 2011, e segundo o resultado do Índice Geral de Cursos (IGC), que mede a qualidade do ensino superior no País, neste mesmo ano nossa universidade ficou em primeiro lugar entre as universidades públicas do Brasil.[7]

- Os professores da faculdade, do departamento de saúde coletiva, tiveram papel de destaque no projeto que montou a base de funcionamento do Sistema Único de Saúde, na reforma que acontecia durante a redemocratização do país. Até hoje, os professores e ex-alunos dessa área desempenham papéis de maior importância na melhoria do SUS, como o Prof. Dr. Sigisfredo Brenelli, diretor do DEGES, responsável por formular políticas de educação para todos os profissionais de saúde no nível superior ou técnico, e o Prof. Dr. Gastão Wagner.

## Departamentos
- Departamento de Clínica Médica
- Departamento de Saúde Coletiva
- Departamento de Anatomia Patológica
- Departamento de Anestesiologia
- Departamento de Cirurgia
- Departamento de Farmacologia
- Departamento de Genética Médica
- Departamento de Neurologia
- Departamento de Oftalmologia e Otorrinolaringologia
- Departamento de Ortopedia e Traumatologia
- Departamento de Patologia Clínica
- Departamento de Pediatria
- Departamento de Psicologia Médica e Psiquiatria
- Departamento de Radiologia
- Departamento de Tocoginecologia

## Entidades e órgãos relacionados
- Centro Acadêmico Adolfo Lutz[8]

O Centro Acadêmico Adolfo Lutz é a entidade máxima de representação dos estudantes de Medicina da Faculdade de Ciências Médicas da Unicamp. Fundado em 22 de maio de 1963, o CAAL tem um histórico de intensa atuação política. Além da movimentação política, o CAAL também promove eventos culturais (como o CASU, Congresso de Arte e Saúde da Unicamp), científicos (como o Congresso Médico Acadêmico da Unicamp – CoMAU) e festas (como OktoberMed, ShowMed e happy hours).
- Associação Atlética Acadêmica Adolfo Lutz (AAAAL).